# Ligue royale belge pour la protection des oiseaux
 (août 2020).
 (janvier 2021).
La mise en forme du texte ne suit pas les recommandations de Wikipédia : il faut le « wikifier ».
Les points d'amélioration suivants sont les cas les plus fréquents. Le détail des points à revoir est peut-être précisé sur la page de discussion.
- Les titres sont pré-formatés par le logiciel. Ils ne sont ni en capitales, ni en gras.
- Le texte ne doit pas être écrit en capitales (les noms de famille non plus), ni en gras, ni en italique, ni en « petit »…
- Le gras n'est utilisé que pour surligner le titre de l'article dans l'introduction, une seule fois.
- L'italique est rarement utilisé : mots en langue étrangère, titres d'œuvres, noms de bateaux, etc.
- Les citations ne sont pas en italique mais en corps de texte normal. Elles sont entourées par des guillemets français : « et ».
- Les listes à puces sont à éviter, des paragraphes rédigés étant largement préférés. Les tableaux sont à réserver à la présentation de données structurées (résultats, etc.).
- Les appels de note de bas de page (petits chiffres en exposant, introduits par l'outil «  Source ») sont à placer entre la fin de phrase et le point final[comme ça].
- Les liens internes (vers d'autres articles de Wikipédia) sont à choisir avec parcimonie. Créez des liens vers des articles approfondissant le sujet. Les termes génériques sans rapport avec le sujet sont à éviter, ainsi que les répétitions de liens vers un même terme.
- Les liens externes sont à placer uniquement dans une section « Liens externes », à la fin de l'article. Ces liens sont à choisir avec parcimonie suivant les règles définies. Si un lien sert de source à l'article, son insertion dans le texte est à faire par les notes de bas de page.
- La présentation des références doit suivre les conventions bibliographiques. Il est recommandé d'utiliser les modèles {{Ouvrage}}, {{Chapitre}}, {{Article}}, {{Lien web}} et/ou {{Bibliographie}}. Le mode d'édition visuel peut mettre en forme automatiquement les références.
- Insérer une infobox (cadre d'informations à droite) n'est pas obligatoire pour parachever la mise en page.

Pour une aide détaillée, merci de consulter Aide:Wikification.
Si vous pensez que ces points ont été résolus, vous pouvez retirer ce bandeau et améliorer la mise en forme d'un autre article.
 (janvier 2021).
La Ligue royale belge pour la protection des oiseaux (LRBPO) est une association de protection de l'environnement fondée en 1922. Le but de cette Ligue est de protéger les oiseaux sauvages et la biodiversité. Elle se présente comme "l’avocat et le bouclier de l’avifaune européenne et [...] mondiale".

## Historique
Présidente -fondatrice : Marquise de Pierre 1922 – 1949
Président : Armand Toussaint 1950 – 1975
Président : Roger Arnhem 1975 - 2004
Président : Jean-Claude Beaumont depuis 2004

## Travaux
Le travail mené par la LRBPO peut être réparti en cinq groupes d’intérêts importants:

### Législation et répression
La LRBPO se bat pour l’obtention d’une exécution stricte des lois et réglementations – aussi bien nationales qu’internationales – qui protègent les oiseaux et pour l’amélioration de ces mêmes lois.
Ainsi, la Ligue lutte contre les menaces pesant sur l’avifaune, indigène comme migratrice. Elle s’oppose également aux nombreux actes de cruauté dont sont victimes les animaux sauvages comme, notamment, l’emploi de pièges, de poisons, d’armes à feu et d’autres engins les détruisant.
La LRBPO s’efforce de renforcer la protection des animaux en général, et, au niveau international, elle s’active à instaurer l’interdiction du trafic et du commerce des oiseaux et animaux exotiques capturés dans la nature. Sur le terrain, elle s’active dans la répression du braconnage et des bus de la chasse.

### Centres de Revalidation pour la faune sauvage en détresse
La Ligue est la fondatrice et coordinatrice d’un réseau de Centres de Revalidation pour la faune sauvage dispersés sur toute la Belgique. Ces Centres s’occupent de l’accueil, des soins et de la remise en liberté dans la nature d’oiseaux et animaux sauvages en difficulté. Elle gère en particulier l’unique Centre de Revalidation de la région de Bruxelles-Capitale.
Quelque 20.000 oiseaux(20.000 oiseaux)[réf. souhaitée] sont annuellement accueillis, soignés et revalidés. Les causes de leurs problèmes sont multiples : collisions avec des lignes à haute tension ou avec des baies vitrées, victimes du trafic routier, des plombs de chasse, du botulisme, du mazoutage et autres empoisonnements, juvéniles tombés du nid, oiseaux sujets à saisies judiciaires, etc.
Entre 70 et 80 % des «soignés » peuvent retrouver la liberté après revalidation et sont relâchés dans des biotopes favorables, dans les meilleures conditions de survie.
Ces Centres de Revalidation répondent à des règles éthiques strictes, reprises dans une charte déontologique érigée par la LRBPO, et signée par les responsables des Centres.
Notre Centre de Bruxelles est reconnu et subsidié par la Région bruxelloise. Il possède toutes les autorisations nécessaires (Afsca, Bruxelles-environnement, Communes…) pour soigner les oiseaux protégés.
Outre leur utilité biologique, les Centres remplissent une mission éducative, car ils sont gérés par des personnes motivées. Les animaux sauvages apportés dans les Centres correspondent à plusieurs milliers de personnes qui entrent en contact avec un oiseau ou un animal blessé ou malade et qui prennent conscience des différents facteurs menaçant notre faune.
De cette façon, la problématique de la protection de la nature devient plus concrète et  accessible au grand public. L’individu est, de plus, convaincu d’avoir fait un petit pas en faveur de la conservation de l’environnement. La protection des oiseaux n’est pas uniquement réservée aux associations et aux autorités, mais elle doit devenir un composant de la vie quotidienne.
En plus des soins prodigués aux oiseaux, toutes les tâches s'y rapportant prennent énormément de  temps : l’entretien régulier des volières, des cages et des bâtiments, la gestion et la distribution de la nourriture, l’administration et la quête des fonds nécessaires, l’élaboration de dossiers pédagogiques destinés au grand public, aux écoles, à la presse et aux autorités, etc.
C’est particulièrement ici que l’assistance des bénévoles peut être sollicitée, ceux-ci ayant l’opportunité d’entrer en contact direct avec la protection des oiseaux tout en offrant une aide substantielle.
Les Centres de Revalidation peuvent avoir un rôle d’information. En formant des points de rassemblement pour les oiseaux recueillis dans les environs, ils peuvent faire fonction d’agents informateurs fiables concernant l’ampleur et le sérieux de calamités (des hivers extrêmement rigoureux, des pollutions, des maladies, etc.). Les responsables de Centres peuvent donc communiquer des informations sérieuses concernant les causes et les conséquences de la mortalité des oiseaux et jouent donc à ce titre un rôle important vis-à-vis du public, de la presse et des autorités.
Les Centres participent enfin aux études scientifiques. Premièrement, en présentant les données relatives au baguage des oiseaux recueillis et remis en liberté. Deuxièmement, en accumulant des données sur chacune des espèces recueillies ainsi que sur les causes ayant provoqué leur accueil : maladies, trafic routier, pollutions, chasse, tenderie, etc.

### Commerce des oiseaux exotiques
La Ligue royale belge pour la protection des oiseaux lutte depuis des décennies contre l’importation incontrôlée et le commerce des oiseaux exotiques.
Le centre de revalidation de Bruxelles accueille régulièrement des oiseaux exotiques, saisis à l’aéroport de Zaventem, chez les commerçants, chez les particuliers.

### Réserves naturelles
Pour la LRBPO, l’assurance que les animaux sauvages, et les oiseaux en particulier, puissent jouir de conditions de vie optimales reste une priorité. Le principal travail de l’association est de faire en sorte que le statut de l’oiseau s’améliore, et que les atteintes humaines (tenderie, chasse, pollution, destruction d’habitats) soient réduites au maximum.
Un des moyens les plus sûrs afin de libérer les sites naturels de toute menace est de les ériger en réserves naturelles. La Ligue entreprend, depuis 1984, l’achat et la location de sites intéressants. Un programme de gestion, et d’aide de nombreux bénévoles, a permis la naissance d’îlots de paix et de tranquillité, dédiés à la flore et à la faune.

### Sensibilisation – information

#### Revue
Via la revue trimestrielle L’Homme et l’Oiseau, la LRBPO informe ses membres (mais également les personnes visitant des expositions ou des stands, ou ayant apporté un oiseau dans notre Centre, et aussi la police, les agents des Eaux & Forêts, les différentes autorités régionales et fédérales, etc.) de ses activités et de la vie de notre avifaune (sur base d’articles scientifiques), de la législation récente en matière de chasse, de tenderie, de protection de l’environnement, etc.
De plus, la LRBPO distribue gratuitement des brochures thématiques et didactiques, principalement aux enseignants et aux étudiants, sur les nichoirs, le nourrissage hivernal, les haies, la faune et le trafic routier, la Chouette effraie, la Chouette chevêche, le Putois, le Hérisson, la Loutre, etc. ou toute autre documentation sur simple demande.

#### Conférences, expositions et visites guidées
La Ligue propose régulièrement des conférences et participe à de nombreuses expositions tant régionales que locales. Toujours dans le but de sensibiliser et d’informer le public.

#### Centre Nature «Jalna»
La Ligue possède, depuis 1994, à Heure-en-Famenne, un « Centre Nature » destiné aux écoles, aux particuliers, aux groupes, afin de les sensibiliser à la nature. Le Centre, équipé de toutes les commodités modernes, peut accueillir jusqu’à 60 personnes. Chaque année  y passe plusieurs centaines de jeunes et de moins jeunes. Des activités « nature » sont proposées dans la réserve naturelle de 16 ha entourant le Centre.